# 伊藤はるか
伊藤 はるか（いとう はるか、3月1日 - ）は、日本の元女性声優。北海道出身。

## 略歴
アフレコをする光景を見て、声だけで演じて作品を作るその様子に魅せられたことから声優を目指した。
札幌マンガ・アニメ&声優専門学校、AIR AGENCY声優養成所出身。
2014年4月にAIR AGENCYに所属。
2021年12月15日をもってAIR AGENCYを退所し、フリーランスとなった。
2024年時点で声優活動を引退している。

## 後任
伊藤の引退後、持ち役を引き継いだ人物は以下の通り。
| 後任   | 役名   | 概要作品               | 後任の初担当作品      |
| ------ | ------ | ---------------------- | --------------------- |
| 芹澤優 | ナタネ | 『ポケモンマスターズ』 | 2024年6月26日更新以降 |

## 出演
太字はメインキャラクター。

### テレビアニメ
2015年
- 黒子のバスケ（女生徒B）
- ガンスリンガー ストラトス（女子高生）
- VALKYRIE DRIVE -MERMAID-（リッター、ヘクセ、住人）

2016年
- 最弱無敗の神装機竜（女生徒A、女生徒B）
- ナースウィッチ小麦ちゃんR（女性SP1）
- 想いのかけら（ちさき）

2017年
- 天使の3P!（女子B、高校女子B）

2018年
- アイカツフレンズ!（鮎川える）

2019年
- あんさんぶるスターズ!（観客）

2020年
- Lapis Re:LiGHTs（フィオナ）

### ゲーム
2014年
- ウチの姫さまがいちばんカワイイ（モニカ・レシーバー）
- 蒼穹のスカイガレオン（ハトホル、ハウメア）

2015年
- 蒼穹のスカイガレオン（スセリビメ、ヘベ、アトロポズ、ディオネ）
- リベリオンブレイド（ガーレッテ）

2016年
- クイズRPG 魔法使いと黒猫のウィズ（カルロマ・シィ、スワン）
- 幻獣姫（妲己）
- ゴクジョ。奪！パンツこれくしょん（風合瀬那由多、五稜郭彩芽 他）
- 蒼穹のスカイガレオン（アカ・マナフ、アコーマン）

2017年
- ブルー リフレクション 幻に舞う少女の剣（真田凜）

2018年
- エターナルリンケージ 蒼穹のアムネシア（ルイーズ）

2019年
- ポケモンマスターズ（ナタネ〈初代〉）

2021年
- ラピスリライツ 〜この世界のアイドルは魔法が使える〜（フィオナ）

### ドラマCD
- 息遣いシリーズ 第6弾～双子編～
- 嘘つきボーイフレンド～本気のボーイフレンド～
- 抱かれたい男1位に脅されています。 2 （スタッフ）

### テレビ番組
※はインターネット配信。
- supernovaのミル・クッキング♡（2020年、YouTube※）

## ディスコグラフィ

### キャラクターソング
| 発売日         | 商品名                           | 歌                       | 楽曲                  | 備考                                                                |
| -------------- | -------------------------------- | ------------------------ | --------------------- | ------------------------------------------------------------------- |
| 2020年2月5日   | START the MAGIC HOUR             | supernova                | 「Trinity」 「RISE」  | ゲーム『ラピスリライツ 〜この世界のアイドルは魔法が使える〜』関連曲 |
| 2020年7月8日   | 私たちのSTARTRAIL/プラネタリウム | ラピスリライツ・スターズ | 「私たちのSTARTRAIL」 | テレビアニメ『Lapis Re:LiGHTs』オープニングテーマ                   |
| 2020年12月23日 | SKY FULL of MAGIC                | supernova                | 「アオノショウドウ」  | テレビアニメ『Lapis Re:LiGHTs』挿入歌                               |
| 2020年12月23日 | SKY FULL of MAGIC                | supernova                | 「Rainy Mint」        | ゲーム『ラピスリライツ 〜この世界のアイドルは魔法が使える〜』関連曲 |
| 2020年12月23日 | SKY FULL of MAGIC                | ラピスリライツ・スターズ | 「私の名は、光。」    | ゲーム『ラピスリライツ 〜この世界のアイドルは魔法が使える〜』関連曲 |
| 2022年10月26日 | Everlasting Magic                | supernova                | 「Vivid Cosmos」      | ゲーム『ラピスリライツ 〜この世界のアイドルは魔法が使える〜』関連曲 |

## ライブ・イベント

### 合同ライブ
| 出演日        | タイトル                        | 会場                   |
| ------------- | ------------------------------- | ---------------------- |
| 2018年12月9日 | Gravity LIVE! LIVE! LIVE! Vol.5 | Zher the ZOO（東京都） |

### ユニットメンバー
1. 1 2 3  ユエ（桜木夕）、ミルフィーユ（奥紗瑛子）、フィオナ（伊藤はるか）
2. 1 2  ティアラ（安齋由香里）、ロゼッタ（久保田梨沙）、ラヴィ（向井莉生）、アシュレイ（佐伯伊織）、リネット（山本瑞稀）、アンジェリカ（雨宮夕夏）、ルキフェル（松田利冴）、ナデシコ（本泉莉奈）、ツバキ（鈴木亜理沙）、カエデ（大野柚布子）、ラトゥーラ（早瀬雪未）、シャンペ（広瀬世華）、メアリーベリー（赤尾ひかる）、エミリア（星乃葉月）、あるふぁ（嶺内ともみ）、サルサ（篠原侑）、ガーネット（中山瑶子）、ユエ（桜木夕）、ミルフィーユ（奥紗瑛子）、フィオナ（伊藤はるか）